# Mistrovství Evropy ve fotbale 2016 – skupina C
Skupina C byla jednou ze šesti skupin turnaje Mistrovství Evropy ve fotbale 2016. Nalosovány do ní byly týmy Německo, Ukrajina, Polsko a Severní Irsko. Zápasy se hrály mezi 12.–21. červnem 2016. Vítězem skupiny se stalo Německo, druhé skončilo Polsko a třetí Severní Irsko, které se po potřebných kritériích týmů na třetích místech dostalo do osmifinále jako poslední tým.
| Tým           | Z | V | R | P | VG | IG | +/- | B |
| ------------- | - | - | - | - | -- | -- | --- | - |
| Německo       | 3 | 2 | 1 | 0 | 3  | 0  | +3  | 7 |
| Polsko        | 3 | 2 | 1 | 0 | 2  | 0  | +2  | 7 |
| Severní Irsko | 3 | 1 | 0 | 2 | 2  | 2  | 0   | 3 |
| Ukrajina      | 3 | 0 | 0 | 3 | 0  | 5  | −5  | 0 |

## Polsko – Severní Irsko
| 12. června 2016 18:00 UTC+1 |        |               |                                                               |
| Polsko                      | 1 : 0  | Severní Irsko | Allianz Riviera, Nice diváci: 33 742 rozhodčí: Ovidiu Hategan |
| Milik 51'                   | Report |               | Allianz Riviera, Nice diváci: 33 742 rozhodčí: Ovidiu Hategan |

## Německo – Ukrajina
| 12. června 2016 21:00 UTC+1      |        |          |                                                                     |
| Německo                          | 2 : 0  | Ukrajina | Stade Pierre-Mauroy, Lille diváci: 43 035 rozhodčí: Martin Atkinson |
| Mustafi 19' Schweinsteiger 90+3' | Report |          | Stade Pierre-Mauroy, Lille diváci: 43 035 rozhodčí: Martin Atkinson |

## Ukrajina – Severní Irsko
| 16. června 2016 18:00 UTC+1 |        |                          |                                                                  |
| Ukrajina                    | 0 : 2  | Severní Irsko            | Stade des Lumières, Lyon diváci: 51 043 rozhodčí: Pavel Královec |
|                             | Report | McAuley 49' McGinn 90+6' | Stade des Lumières, Lyon diváci: 51 043 rozhodčí: Pavel Královec |

## Německo – Polsko
| 16. června 2016 21:00 UTC+1 |        |        |                                                                     |
| Německo                     | 0 : 0  | Polsko | Stade de France, Saint-Denis diváci: 73 648 rozhodčí: Björn Kuipers |
|                             | Report |        | Stade de France, Saint-Denis diváci: 73 648 rozhodčí: Björn Kuipers |

## Ukrajina – Polsko
| 21. června 2016 18:00 UTC+1 |        |                    |                                                                       |
| Ukrajina                    | 0 : 1  | Polsko             | Stade Vélodrome, Marseille diváci: 58 874 rozhodčí: Svein Oddvar Moen |
|                             | Report | Błaszczykowski 54' | Stade Vélodrome, Marseille diváci: 58 874 rozhodčí: Svein Oddvar Moen |

## Severní Irsko – Německo
| 21. června 2016 18:00 UTC+1 |        |           |                                                                 |
| Severní Irsko               | 0 : 1  | Německo   | Parc des Princes, Paříž diváci: 44 125 rozhodčí: Clément Turpin |
|                             | Report | Gómez 30' | Parc des Princes, Paříž diváci: 44 125 rozhodčí: Clément Turpin |